# Rete 4
Rete 4 (italienisch für „Netzwerk 4“) ist ein privater Fernsehsender aus Italien. Er gehört zur Mediaset-Gruppe des Politikers Silvio Berlusconi.

## Lizenz
Rete 4 ist die dritte TV-Kette des Mediaset-Konzerns. Erlaubt waren lange Zeit lediglich zwei, Rete 4 drohte daher im Frühjahr 2004 nach einer Übergangsfrist die Abschaltung. Der damalige Ministerpräsident Berlusconi ließ allerdings kurz zuvor ein Gesetz erlassen, das Mediaset den Weiterbetrieb der dritten Kette erlaubte.

## Empfang
Rete 4 wird italienweit über eine Fernseh-Senderkette ausgestrahlt, neben der analogen Abstrahlung seit einiger Zeit auch in DVB-T.

## Nachrichten und Infotainment
- TG4 (Nachrichten von Rete 4)
- Quarto Grado
- Forum von Barbara Palombelli
- Stasera Italia (seit 2018)

## Serien
- Hamburg Distretto 21 (seit 2008) – Notruf Hafenkante
- La signora in giallo – Mord ist ihr Hobby
- Detective Monk (2005–2010) – Monk
- Tempesta d'Amore (seit 2007, zuvor bei Canale 5) – Sturm der Liebe
- Walker Texas Ranger – Walker, Texas Ranger

## Kritik
Wegen einseitiger Berichterstattung insbesondere in Wahlkampfzeiten wurde die Gruppe Mediaset kritisiert. Die Sendung TG4 wurde deswegen von der italienischen Medienregulierungsbehörde zu einer Geldstrafe von 200.000 Euro verurteilt.